# Rada' (huyện)
Huyện Rada' là một huyện thuộc tỉnh Al Bayda', Yemen. Đến thời điểm năm 2003, huyện này có dân số 56382 người